# 포 탑스

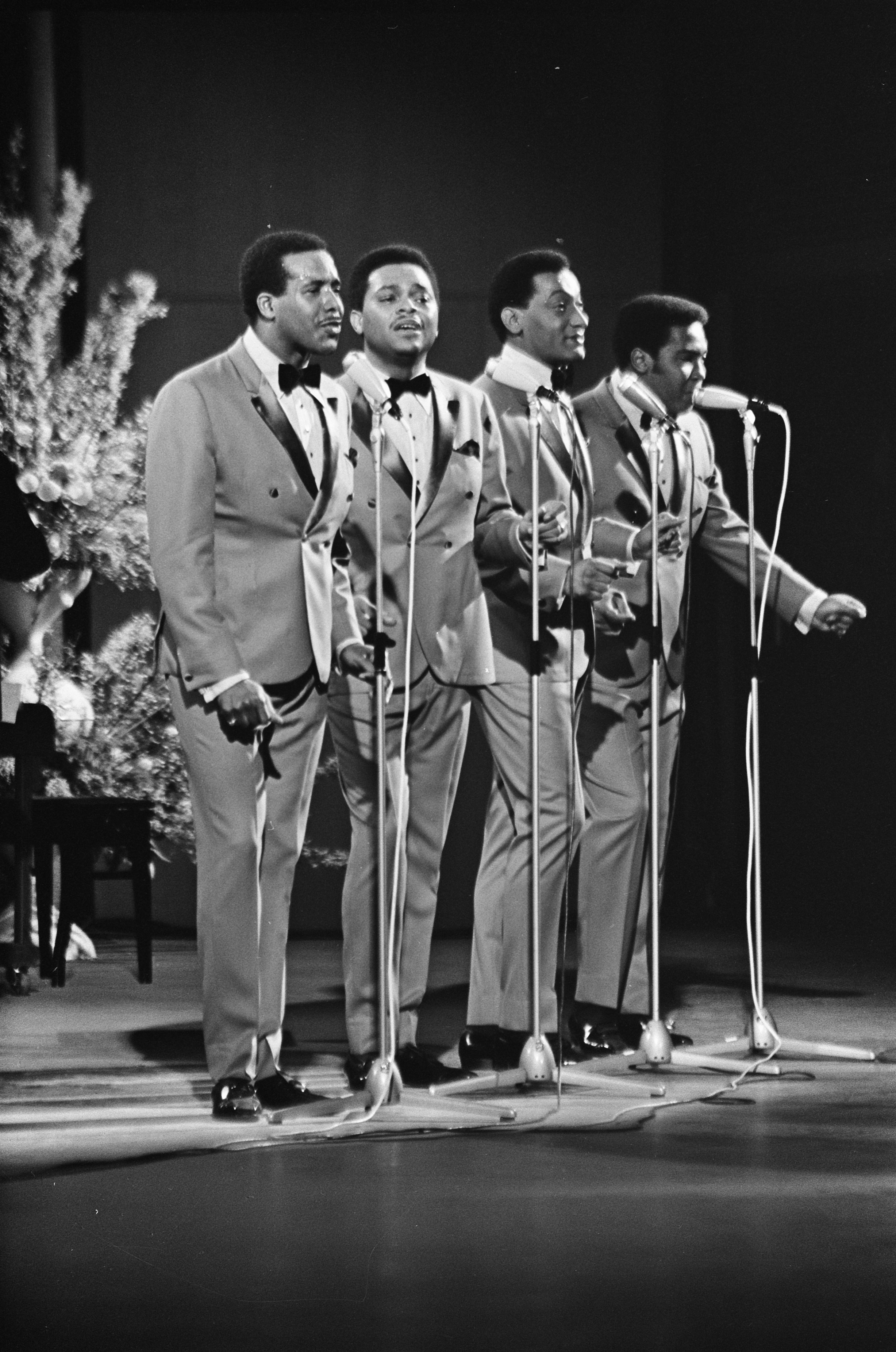

포 탑스(The Four Tops)는 흑인 리듬 앤 블루스의 분야에서 대표적인 미국의 보컬 그룹이다. 1954년에 디트로이트에서 결성되었다. 멤버는 아브들 페이커, 레이 스타브스, 레널드 벤슨, 로렌스 페이트였다. 각지를 순회공연하여 호평을 받았으며, 1964년 경부터 히트를 내기 시작, 《아이 캔트 헬프 마이 셀프》(1965년)의 밀리언 셀러를 낸 바 있다. 리듬 앤드 블루스를 기조로 삼아 모던 재즈까지 부르는 광범위한 레퍼토리와 고급적인 무대에서 풍부한 경험을 엿볼 수 있다.

## 같이 보기
- 가장 많은 음반을 판 음악가 목록